# Jiefang Jingyingsuo (bondby i Kina, Heilongjiang Sheng, lat 47,51, long 128,50)
Jiefang Jingyingsuo (kinesiska: 解放经营所) är en bondby i Kina. Den ligger i provinsen Heilongjiang, i den nordöstra delen av landet, omkring 240 kilometer nordost om provinshuvudstaden Harbin. Antalet invånare är 819. Befolkningen består av 404 kvinnor och 415 män. Barn under 15 år utgör 6,0 %, vuxna 15-64 år 76 %, och äldre över 65 år 17,0 %.
Runt Jiefang Jingyingsuo är det ganska glesbefolkat, med 50 invånare per kvadratkilometer. Jiefang Jingyingsuo är det största samhället i trakten. I omgivningarna runt Jiefang Jingyingsuo växer i huvudsak blandskog.
Genomsnittlig årsnederbörd är 1 089 millimeter. Den regnigaste månaden är juli, med i genomsnitt 249 mm nederbörd, och den torraste är januari, med 14 mm nederbörd.